# Великолепный пёстрый голубь
Великолепный пёстрый голубь (лат. Ptilinopus superbus) — птица семейства голубиных.

## Описание
Длина тела 21 — 24 см. Вес до 125 г. Окраска очень яркая. Выражен половой диморфизм. Самец гораздо ярче самки, отличается более крупной областью красного цвета на голове, наличием рыжего воротника и черной полосы на груди, отграничивающей серую грудь от белого брюха, синие и зелёные полосы на нижней стороне тела. Голова с фиолетовой «шапочкой». Крылья зеленые с черными крупными пестринками. Окраска самки полностью зелёная, с мелкими сине-черными пятнами на темени.

## Местообитания
Оседлый вид. Обитает в тропических широколиственных вечнозеленых лесах, мангровых зарослях, изредка поселяется на плантациях. Редко гнездится в окрестностях человеческих поселений. Гнездо располагает на деревьях.

## Ареал
Распространен на острове Сулавеси, Молуккских островах, Новой Гвинее, Соломоновых островах, в Австралии.

## Галерея
- Голова самца
- Во время кормёжки